# Patrizia de Bernardo Stempel
Patrizia de Bernardo Stempel (née le 5 avril 1953, à Milan) est une linguiste italienne, spécialiste de l'indo-européen et celtisante.
Patrizia de Bernardo est née en 1953 à Milan, où elle suit des études classiques à l'Université de Milan et y obtient son doctorat de lettres en 1977 en soutenant la thèse linguistique “Sull’espressione del futuro nelle lingue indoeuropee” (De l'expression du futur dans les langues indo-européennes, Prix Camillo Giussani, 1986). Elle poursuit ses études à l'Université de Bonn, où elle obtient en 1985 le doctorat de philologie celte et en 1998 une chaire de linguistique indo-européenne.
Elle occupe divers postes universitaires à Bonn, Bochum, Düsseldorf, Mayence et aussi à Duisburg avant d"intégrer, en 2000, l'Université du Pays Basque.
Obtenant à deux occasions une bourse de recherche de la Deutsche Forschungsgemeinschaft, Patrizia de Bernardo devient professeur détachée à l'Université de Milan de 1994 à 1997 et professeur détachée du Leverhulme Trust à l'Université d'Aberystwyth de 2000 à 2001. Éditrice de la Zeitschrift für celtische Philologie de 1996 à 2006, elle collabore avec l'Université du Texas à Austin de 2005 à 2007 pour la publication de Old Irish Online.
Elle est membre et correspondante de l'Académie autrichienne des Sciences depuis avril 2011.
Patrizia de Bernardo est mariée au professeur Reinhard Stempel depuis 1984.

## Œuvres
Son œuvre compte près de deux cents publications dans diverses langues sur la diachronie de l'indo-européen et des langues celtiques, de textes celtiques anciens et médiévaux et de tout type d'onomastiques du corpus celte. 

### Publications
- Muttergöttinnen und ihre Votivformulare: Eine sprachhistorische Studie. Heidelberg, Universitätsverlag Winter 2021[5].
- Nominale Wortbildung des älteren Irischen: Stammbildung und Derivation. Tübingen, Max Niemeyer 1999; 2e édition Berlin et New York 2011, De Gruyter[6].
- Die Vertretung der indogermanischen Liquident und nasalen Sonanten im Keltischen. Innsbrucker Beiträge zur Sprachwissenschaft 54, 1987[7].

### Articles
- A Reassessment of Fingal Rónáin: Theatrical Plot and Classical Origins. Cambrian Medieval Celtic Studies 72 (2016), 33-71.
- Indogermanisch *h2endh-es-ro-s/*-rā, *neyg-sk-ā und ihre Fortsetzungen im Keltischen und den Nachbarsprachen, in Wekwos revue d'études Indo-européennes, éd. Errance / Actes sud, septembre 2014, 272 p.  (ISBN 978-2-87772-576-7)[8]
- Tipología de las leyendas monetales célticas. La Península Ibérica y las demás áreas de la Céltica antigua. In: F. Burillo & M. Chordá (eds.), VII Simposio sobre Celtíberos: Nuevos descubrimientos – Nuevas interpretaciones. Daroca y Zaragoza 2014: Fundación Ségeda and Centro de Estudios Celtibéricos, 185-201.
- The Phonetic Interface of Word Formation in Continental Celtic. In: J.L. García Alonso (ed.), Continental Celtic word-formation: the onomastic data. Salamanca 2013: Universidad, 63-83.
- El tercer Bronce de Botorrita, veinte años después. Palaeohispanica 13 (2013), 637-660.
- El genitivo-ablativo singular del indoeuropeo arcaico: viejas y nuevas continuaciones célticas. Cuadernos de filología clásica: Estudios griegos e indoeuropeos 21 (2011), 19-43.
- La ley del 1er Bronce de Botorrita: uso agropecuario de un encinar sagrado. In: F. Burillo Mozota (ed.), VI Simposio sobre Celtíberos: Ritos y Mitos, Zaragoza 2010: Fundación Ségeda & Centro de Estudios Celtibéricos, 123-145.
- The Celtic Relative Verb in the Light of Indo-Iranian. In: B. Huber et autres (eds), Chomolangma, Demawend und Kasbek: Festschrift für Roland Bielmeier, Halle 2008: International Institute for Tibetan and Buddhist Studies, vol. 2, 389-401.
- Linguistically Celtic ethnonyms: towards a classification. In: J.L. García Alonso (ed.), Celtic and Other Languages in Ancient Europe, Salamanca 2008: Universidad, 101-118.
- Pre-Celtic, Old Celtic Layers, Brittonic and Goidelic in Ancient Ireland. In: P. Cavill & G. Broderick (eds.), Language Contact in the Place-Names of Britain and Ireland, Nottingham 2007: English Place-Name Society, 137-163.
- Language and the Historiography of Celtic-Speaking Peoples. In: S. Rieckhoff (ed.), Celtes et Gaulois dans l’histoire, l’historiographie et l’idéologie moderne, Glux-en-Glenne 2006: Bibracte 12/1, 33-56.